# La Baule-Escoublac
La Baule-Escoublac, vaak kortweg La Baule genoemd, is een gemeente in het Franse departement Loire-Atlantique (regio Pays de la Loire). De plaats maakt deel uit van het arrondissement Saint-Nazaire. La Baule-Escoublac telde op 1 januari 2022 16.613 inwoners.

## Geografie
De oppervlakte van La Baule-Escoublac bedroeg op 1 januari 2022 22,19 vierkante kilometer; de bevolkingsdichtheid was toen 748,7 inwoners per km².

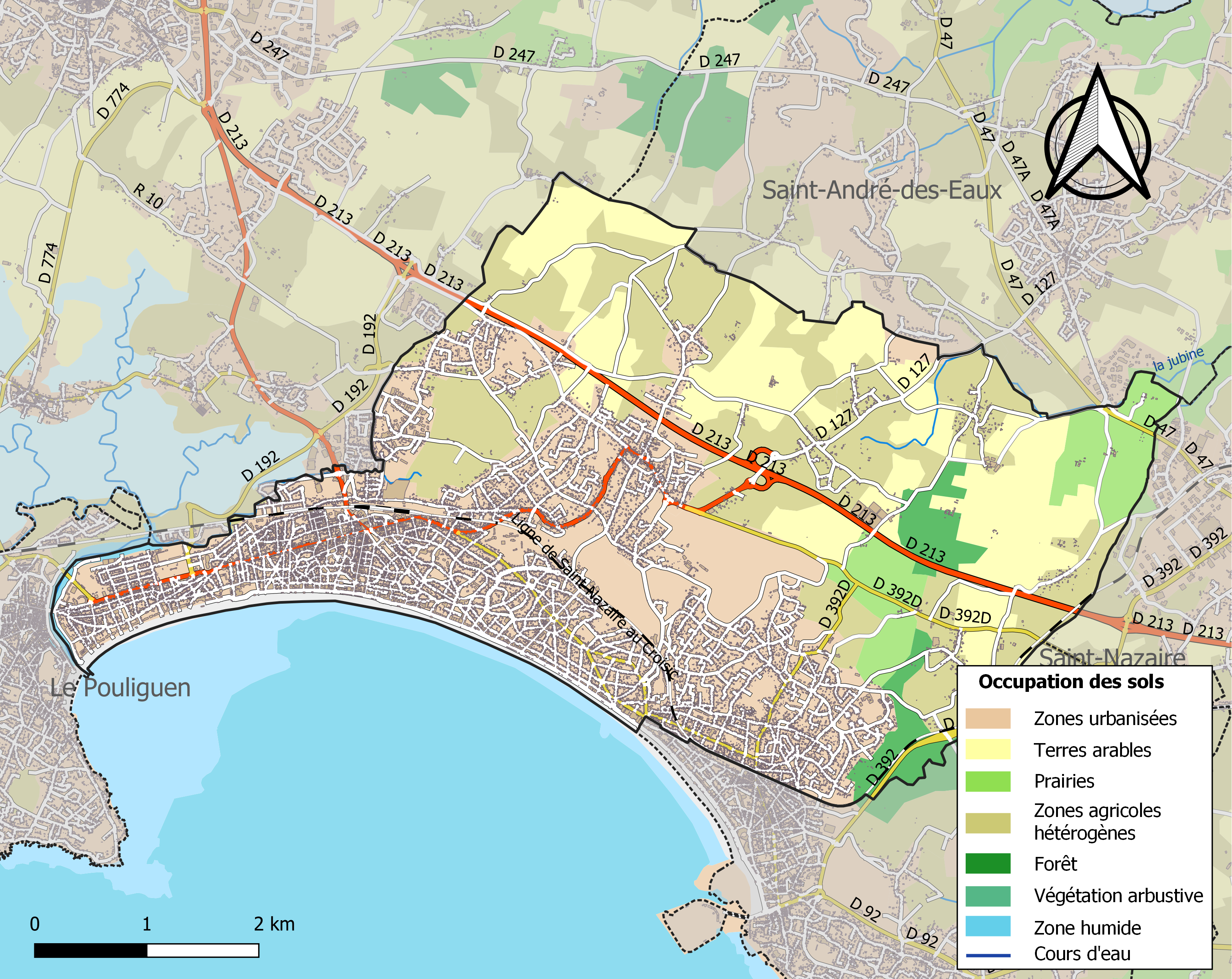
Kaart van de gemeente met de belangrijkste infrastructuur, bodemgebruik en omliggende gemeenten

## Verkeer en vervoer
In de gemeente liggen de  spoorwegstations La Baule-Escoublac en La Baule-Les Pins.

## Demografie
Onderstaande figuur toont het verloop van het inwonertal (bron: INSEE-tellingen).

## Sport
La Baule was één keer etappeplaats in de wielerkoers Ronde van Frankrijk. De Colombiaan Fernando Gaviria won in 2018 de etappe naar Sarzeau.

## Geboren in La Baule
- Michel Ciry (1919), schilder, graveur, schrijver en componist